# مارتيني و روسي
مارتيني وروسي هي شركة إيطالية متعددة الجنسيات للمشروبات الكحولية ترتبط في المقام الأول مع العلامة التجارية فيرموت
مارتيني وكذلك مع النبيذ الفوار (على سبيل المثال أستي سبومانتي). و تنتج أيضاً الفيرموت الفرنسي نوالي برات.